# (6471) Collins
Pour les articles homonymes, voir Collins.
(6471) Collins est un astéroïde de la ceinture principale découvert par Antonín Mrkos à l'observatoire Kleť.
Il a été baptisé en l'honneur de Michael Collins, astronaute américain né en 1930, qui fit partie de la première expédition lunaire Apollo 11. Un petit cratère sur la Lune porte également son nom (cratère Collins).